# Dytiscus clavicornis
Dytiscus clavicornis is een keversoort uit de familie waterroofkevers (Dytiscidae). De wetenschappelijke naam van de soort is voor het eerst geldig gepubliceerd in 1774 door De Geer.